# قيادة الطيران والصواريخ بجيش الولايات المتحدة
تقوم قيادة الطيران والصواريخ بجيش الولايات المتحدة (AMCOM) United States Army Aviation and Missile Command بتطوير وحيازة وتطوير القواعد ودعم الطيران والصواريخ والمركبات الجوية غير المأهولة. امكوم AMCOM مسؤولة بشكل أساسي عن إدارة دورة حياة صاروخ الجيش وطائرات الهليكوبتر والمركبات الأرضية بدون طيار ونظام أسلحة المركبات الجوية بدون طيار . يتضمن الجزء المركزي من مهمة امكوم ضمان الجاهزية من خلال الاستحواذ ودعم الاستدامة لأنظمة الطيران وأنظمة الصواريخ ومعدات الاختبار والقياس والتشخيص (TMDE) طوال دورة حياتها . يقع المقر الرئيسي للقيادة في ريدستون أرسنال في هنتسفيل ، ألاباما ، ولديها "ميزانية لعام 2019 تزيد عن 3.7 مليار دولار ، وقوة عاملة عالمية تضم أكثر من 15000 موظف عسكري ومدني". 
تعمل القيادة أمكوم بشكل وثيق مع مركز الطيران والصواريخ التابع لقيادة تطوير القدرات القتالية للجيش الأمريكي (AvMC)  الذي يشغل مرافق محاكاة لتقييم مكونات الصواريخ ، مثل الاستطلاع ، في مجموعة متنوعة من الرحلات الجوية وبيئات الإجراءات المضادة. لدى قيادة أمكوم أيضًا إمكانية الوصول إلى العديد من مرافق أنفاق الرياح لاختبار طائرات الهليكوبتر كاملة الحجم ، و مرفق محاكي الحركة العمودية لتقييم التحكم في الطيران وبرج اختبار التصادم المستخدم لتحسين السلامة .
توفر القيادة نشاط معدات الاختبار والقياس والتشخيص في امكوم والتحكم في جميع أنحاء العالم على برنامج قياس ومعايرة واسع النطاق. امكوم هي أيضًا القيادة الرائدة في المبيعات العسكرية الخارجية ، حيث تمثل أكثر من 50 في المائة من إجمالي مبيعات الجيش لقوات الحلفاء والدول الأجنبية الصديقة.  يتم تنظيم المنظمات الرئيسية في قيادة أمكوم في "مراكز":
- مركز الاقتناء - مسؤول عن دعم التعاقدات.
- مركز أمكوم اللوجستي (ALC) - مسؤول عن الدعم اللوجستي.

## LCMC
قيادة إدارة دورة حياة الصواريخ وطيران الجيش الأمريكي هي LCMC.  وبالتالي لديها مركز تعاقد مرتبط.  كانت قيادة إدارة دورة حياة الصواريخ والطيران LCMC تُعرف سابقًا باسم قيادة الطيران والصواريخ (1997). إدارة إل سي إم سي "تشتري ما قيمته مليار دولار من الطائرات وقطع الصواريخ كل عام." 

## التسلسل الزمني
تأسست قيادة الصواريخ بالجيش الأمريكي رسميًا في 23 مايو 1962 في ريدستون أرسنال لإدارة أنظمة الصواريخ التابعة للجيش.
- أكتوبر 1948: عين رئيس الذخائر ريدستون أرسنال كمركز لأبحاث الذخائر وتطويرها في مجال الصواريخ.
- 1 يونيو 1949: قام رئيس الذخائر بتنشيط الترسانة رسميًا كموقع لمركز الصواريخ الذخائر .
- 28 أكتوبر 1949: وافق وزير الجيش على نقل المكتب الفرعي لقسم أبحاث وتطوير الذخائر (صاروخ) في فورت بليس ، تكساس ، إلى ريدستون أرسنال باعتباره مركز الصواريخ الموجهة بالذخائر . [17]
- 1 فبراير 1956: تأسست وكالة الصواريخ الباليستية التابعة للجيش الأمريكي (ABMA) في ريدستون أرسنال.
- مارس 1958: المنظمات التي تم وضعها تحت قيادة صواريخ الجيش الجديدة (AOMC) تشمل ABMA و Redstone Arsenal ومختبر الدفع النفاث و White Sands Proving Grounds و The Army Rocket and Guided Missile Agency (ARGMA) [18]
- 1958: نقل طاقم ABMA العلمي والهندسي ( فيرنر فون براون وزملائه.) إلى مركز ناسا مارشال لرحلات الفضاء الذي تم إنشاؤه حديثًا في النصف الجنوبي من ردستون ارسينال
- 1958: تم إنشاء مكتب مدير مشروع بيرشينج .
- 23 مايو 1962: إنشاء قيادة الصواريخ للجيش الأمريكي (MICOM) رسميًا ؛ بكامل طاقمها وتشغيلها في 1 أغسطس 1962.
- 28 فبراير 1964: تمت إعادة تسمية قيادة الطيران والمواد السطحية بالجيش الأمريكي لتصبح قيادة عتاد الطيران بالجيش الأمريكي (AVCOM) .
- 23 سبتمبر 1968: أعادت AVCOM تسمية قيادة أنظمة الطيران بالجيش الأمريكي (AVSCOM) .
- 1 يوليو 1977: توقف AVSCOM وتم دمج مهمة الاستعداد مع مهمة قيادة دعم قوات الجيش الأمريكي (TROSCOM) لتشكيل قيادة دعم قوات الجيش الأمريكي واستعداد عتاد الطيران (TSARCOM) . كما تم تعيين مهمة بحث وتطوير الطيران الخاصة بشركة AVSCOM إلى قيادة أبحاث وتطوير الطيران بالجيش الأمريكي (AVRADCOM) المنشأة حديثًا.
- 1 مارس 1984: أعيد تأسيس AVSCOM وتم نقل جميع مهام وأنشطة AVRADCOM والبعثات والأنشطة المتعلقة بالطيران لقيادة دعم القوات وقيادة استعداد معدات الطيران إلى افسكوم .
- 1 تشرين الأول / أكتوبر 1992: إنشاء طيران الجيش وقيادة القوات ، لتوحيد المهام الحالية لـأفسكوم و TROSCOM ناقصًا تلك المهام والمنظمات المنقولة إلى قيادات أخرى.
- 8 سبتمبر 1995: وافق الكونجرس على قائمة لجنة إعادة تنظيم وإغلاق القواعد لعام 1995 ، وعزل أتكوم ونقل مهمتها ومنظماتها إلى ردستون ارسينال للاندماج مع قيادة صواريخ الجيش لتشكيل أمكوم AMCOM.
- 17 يوليو 1997: تم إنشاء قيادة طيران الجيش وقيادة الصواريخ بشكل مؤقت.
- 1 أكتوبر 1997: تم إنشاء امكوم رسميًا في ردستون ارسينال مع اندماج قيادة الصواريخ للجيش الأمريكي (MICOM) في ردستون ارسينال وقيادة الطيران والقوات التابعة للجيش الأمريكي (أتكوم ) في سانت لويس بولاية ميسوري [14]

## قائمة قادة الجنرالات
- اللواء جيمس آر مايلز ،[بحاجة لمصدر][ بحاجة لمصدر ]
- اللواء جيمس إي روجرز ، 10 سبتمبر 2010 [19]
- اللواء لين أ. كوليار ، 1 يونيو 2012 [20]
- اللواء جيمس إم ريتشاردسون ، 12 يونيو 2014 [21] [22]
- اللواء دوغلاس جبرام ، 18 فبراير 2016 [23]
- وليام ماريوت ، 14 فبراير 2019 (بالوكالة)
- اللواء ك. تود رويار ، 10 يونيو 2019 [24]
- اللواء توماس دبليو أوكونور جونيور ، 12 أغسطس 2022 [25]

## أنظر أيضا
- الحرب المضادة للطائرات
- الدفاع عن منطقة الارتفاعات العالية الطرفية (THAAD)

## روابط خارجية
- موقع رسمي